# Макс Карвер
Макс Ка́рвер (англ. Max Carver, повне ім'я: Ро́берт Ма́ксвелл Ма́ртенсен (англ. Robert Maxwell Martensen); нар. 1 серпня 1988, Сан-Франциско, Каліфорнія, США) — американський актор.

## Біографія
Макс Карвер народився 1 серпня 1988 в Сан-Франциско, Каліфорнія, США. Його батько, Роберт Мартенсен, — лікар і письменник, мати Енн — громадський діяч. Макс Карвер має брата-близнюка Чарлі Карвера, з яким у нього різні дати народження: Чарлі з'явився на світ 31 липня, за 7 хвилин до народження Макса — 1 серпня.
Макс Карвер відвудував престижну підготовчу школу Школа Святого Павла Нової Англії, яку закінчив у 2007 році. У 2012 році Макс закінчив Університет Південної Каліфорнії, отримавши ступінь бакалавра з англійської мови.
У 2008 році Макс разом з братом дебютував у телесеріалі каналу ABC «Відчайдушні домогосподарки» , зігравши одного з синів персонажів Фелісіті Гаффман і Дага Саванта. Брати також знялися в ролях близнюків-перевертнів у фантастичному серіалі «Вовченя».
У 2014 році Карвер дебютував у великому кіно, знявшись у фільмі «Проси мене про що завгодно», де його партнерами по знімальному майданчику були Брітт Робертсон, Джастін Лонг і Мартін Шин.

## Особисте життя
Макс Карвер перебуває у відносинах зі своєю колишньою парнеркою по серіалу «Вовченя», Голланд Роден.

## Фільмографія

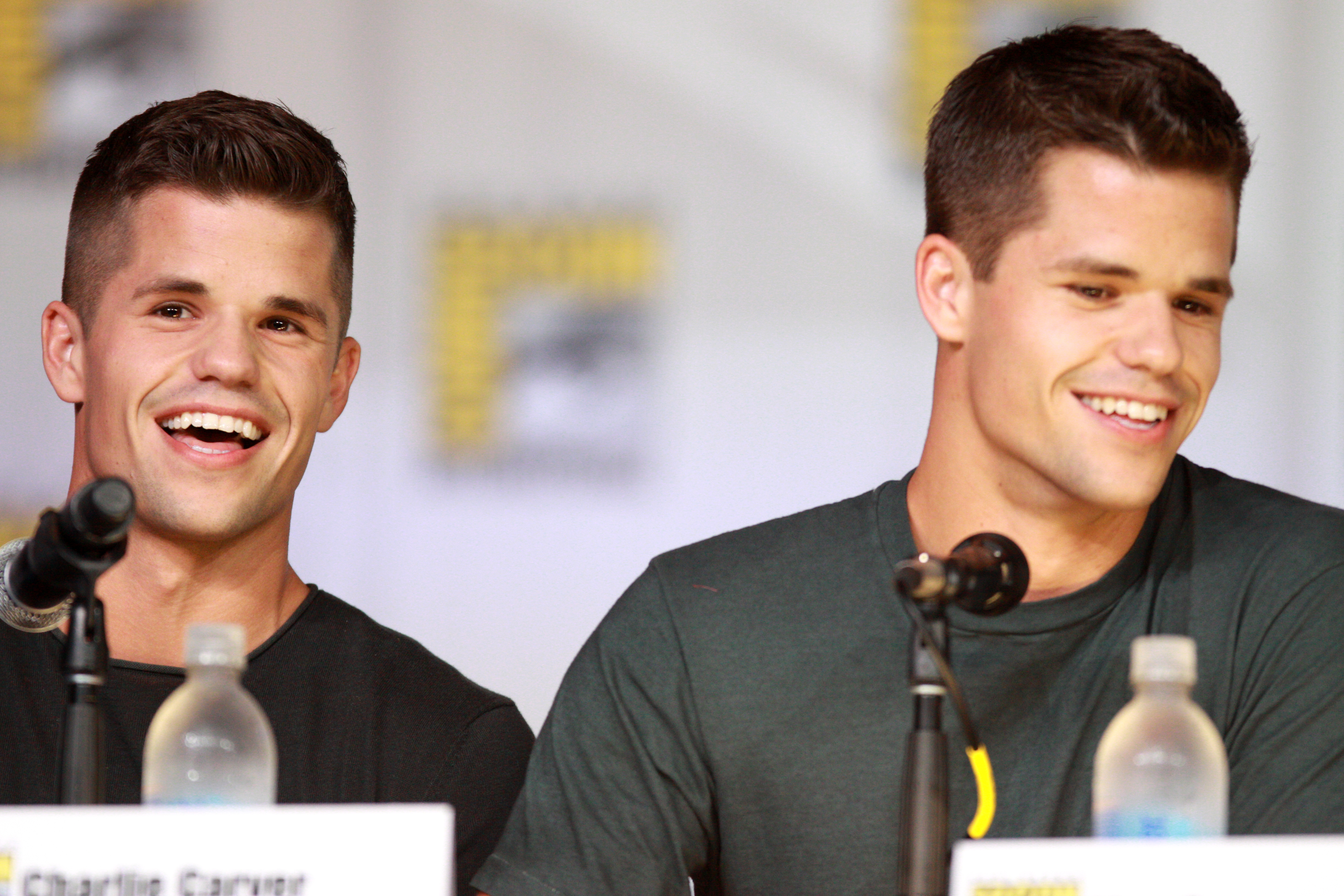
Чарлі Карвер і Макс Карвер (2013)

### Фільми
| Рік  |   | Українська назва | Оригінальна назва            | Роль                             |
| ---- | - | ---------------- | ---------------------------- | -------------------------------- |
| 2010 | ф | Кліффенгер       | Cliffhanger                  | Чарлі                            |
| 2012 | ф | Поля Хейвена     | Haven's Point                | Кевін                            |
| 2013 | ф |                  | Dean Slater: Resident Adviso | Озлоблений хлопець               |
| 2014 | ф |                  | Ask Me Anything              | Рорі                             |
| 2014 | ф |                  | Mantervention                | Рятувальник Джо                  |
| 2016 | ф |                  | Rough Sweat                  | Піт                              |
| 2017 | ф | Махач вчителів   | Fist Fight                   | Даніель                          |
| 2017 | ф |                  | A Midsummer Night's Dream    | Snout                            |
| 2018 | ф |                  | In the Cloud                 | Каден                            |
| 2022 | ф | Бетмен           | The Batman                   | охоронець клубу "Iceberg Lounge" |

### Телебачення
| Рік       |    | Українська назва              | Оригінальна назва                 | Роль               |
| --------- | -- | ----------------------------- | --------------------------------- | ------------------ |
| 2008—2012 | с  | Відчайдушні домогосподарки    | Desperate Housewives              | Престон Скаво      |
| 2009      | с  | Офіс                          | The Office                        | Ерік               |
| 2010      | с  | Тримайся, Чарлі!              | Good Luck Charlie                 | Бред               |
| 2012      | мс | Друзі назавжди                | Best Friends Forever              | Корі               |
| 2012      | с  | Вікторія-переможниця          | Victorious                        | Еван Сміт          |
| 2012      | с  | Спецназ: Сан-Дієго            | NTSF:SD:SUV                       | Тед                |
| 2012      | с  | Halo 4:Той що йде до світанку | Halo 4: Forward Unto Dawn         | Кадмон Ласкі       |
| 2013      | с  |                               | The Cheating Pact                 | Джордан            |
| 2013—2015 | с  | Вовченя                       | Teen Wolf                         | Ейдан              |
| 2014      | с  | Залишені                      | The Leftovers                     | Адам Фрост         |
| 2014      | тф |                               | Grand Theft Auto: Give Me Liberty | Клод               |
| 2015      | с  | Послідовники                  | The Following                     | Реджі              |
| 2015      | с  |                               | Filthy Preppy Teens               | Чаад Бішоп         |
| 2016      | с  |                               | Cupcake Wars                      | у ролі самого себе |
|           | с  |                               | Blooms                            | Ендрю Блум         |

## Визнання
| Рік                     | Категорія                     | Номінант                   | Результат |
| ----------------------- | ----------------------------- | -------------------------- | --------- |
| Гільдія кіноакторів США |                               |                            |           |
| 2009                    | Найкращий акторський ансамбль | Відчайдушні домогосподарки | Номінація |